# Quique De Lucas
Enrique „Quique” De Lucas Martínez (ur. 17 sierpnia 1978 w L’Hospitalet de Llobregat) – hiszpański piłkarz grający na pozycji pomocnika.

## Kariera klubowa
Karierę juniorską spędził w Ferran Martorell, FC Barcelona i Espanyolu, w którym grał w latach 1995–1996. W 1996 został zawodnikiem zespołu rezerw, który reprezentował do 1999. 15 maja 1998 zadebiutował w pierwszej drużynie w meczu z Realem Valladolid. W sezonie 1999/2000 wywalczył z tym klubem Puchar Króla. W 2001 został wypożyczony do Paris Saint-Germain. Zadebiutował w tym klubie 7 lutego 2001 w przegranym 1:3 meczu z En Avant Guingamp. Łącznie rozegrał w PSG 4 spotkania. W maju 2002 podpisał czteroletni kontrakt z Chelsea F.C., do którego przyszedł jako wolny agent. Był to jedyny zawodnik, który trafił do Chelsea w tym roku. Swojego jedynego gola dla tej drużyny zdobył we wrześniu 2002 w meczu Pucharu UEFA z Viking FK. Po sezonie 2002/2003 Chelsea zerwała kontrakt z piłkarzem, który pozwał za to zespół do sądu. Proces zakończył się w 2005, a zawodnik otrzymał od klubu 2 miliony euro odszkodowania za nieuzasadnione zwolnienie – dwukrotnie mniej niż żądał na początku. De Lucas wrócił do Hiszpanii i trafił do Deportivo Alavés. W klubie tym grał do 2007. Udało mu się wywalczyć awans do Primera División w sezonie 2004/2005. W czerwcu 2007 na zasadzie wolnego transferu przeszedł do Realu Murcia, z którym podpisał dwuletni kontrakt. W sierpniu 2009 po wygaśnięciu kontraktu z Murcią przebywał na testach w Blackpool F.C., wraz z Willem Hainingiem i Ishmelem Demontagnacem. Ostatecznie pozostał w ojczyźnie i trafił do FC Cartagena. Pierwszego gola dla tej drużyny strzelił w debiucie ligowym – w 1. kolejce sezonu 2009/2010 z Girona FC. W czerwcu 2010 został zawodnikiem Celty Vigo, z którą podpisał dwuletni kontrakt z opcją przedłużenia o kolejny rok. W czerwcu 2012 Celta skorzystała z możliwości przedłużenia umowy o kolejny rok. W marcu 2013 stał się bohaterem skandalu, gdy siedząc na ławce rezerwowych w meczu z Sevillą pił piwo (wszedł na boisko w 75. minucie). W czerwcu 2013 De Lucas rozwiązał za porozumieniem stron kontrakt z klubem. W sierpniu 2013 został zawodnikiem Hérculesa Alicante. Pierwszego gola dla tego klubu strzelił w debiucie – meczu pucharowym z Realem Murcia. Pierwszą bramkę ligową strzelił w debiucie ligowym – spotkaniu 5. kolejki Segunda División z Mallorcą. Po sezonie postanowił zakończyć karierę. W lutym 2015 wznowił karierę i przeszedł do grającego w Molten Spartan South Midlands League Premier Division (dziewiąty poziom rozgrywek w Anglii) Biggleswade United.

## Kariera reprezentacyjna
De Lucas rozegrał 4 mecze w reprezentacji Hiszpanii do lat 21. Zagrał też jeden mecz w reprezentacji Katalonii.

## Osiągnięcia
- Puchar Króla (1): 1999/2000